# Награда Сезар за најбољи филм
Добитници и номиновани за награду Сезар за најбољи филм (франц.: César du meilleur film) су:
| Година | Француски / енглески наслов                                      | Српски наслов                       | Режија                      |
| ------ | ---------------------------------------------------------------- | ----------------------------------- | --------------------------- |
| 1976   | Le vieux fusil / The Old Gun                                     | Стара пушка                         | Robert Enrico               |
| 1977   | Monsieur Klein / Mr. Klein                                       | Господин Клајн                      | Joseph Losey                |
| 1978   | Providence                                                       | Провидност                          | Alain Resnais               |
| 1979   | L'Argent des autres / Other People's Money                       | Туђ новац                           | Christian de Chalonge       |
| 1980   | Tess                                                             | Теса - чиста жена                   | Роман Полански              |
| 1981   | Le dernier métro / The Last Metro                                | Последњи метро                      | Франсоа Трифо               |
| 1982   | La guerre du feu / Quest for Fire                                | Рат за ватру                        | Jean-Jacques Annaud         |
| 1983   | La Balance / The Balance                                         | Равнотежа                           | Bob Swaim                   |
| 1984   | Le Bal / The Ball À nos amours / To Our Love                     | Бал Нашим љубавима                  | Ettore Scola Maurice Pialat |
| 1985   | Les ripoux/My New Partner                                        | Покварени полицајци                 | Claude Zidi                 |
| 1986   | Trois hommes et un couffin / Three Men and a Cradle              | Три мушкарца и колевка              | Coline Serreau              |
| 1987   | Thérèse                                                          | Тереза                              | Alain Cavalier              |
| 1988   | Au revoir, les enfants / Goodbye, Children                       | До виђења, децо                     | Луј Мал                     |
| 1989   | Camille Claudel                                                  | Камиј Клодел                        | Bruno Nuytten               |
| 1990   | Trop belle pour toi / Too Beautiful for You                      | Превише лепа за тебе                | Bertrand Blier              |
| 1991   | Cyrano de Bergerac                                               | Сирано де Бержерак                  | Jean-Paul Rappeneau         |
| 1992   | Tous les matins du monde / All the Mornings of the World         | Сва јутра света                     | Alain Corneau               |
| 1993   | Les nuits fauves/Savage Nights                                   | Дивље ноћи                          | Cyril Collard               |
| 1994   | Smoking/No Smoking                                               | Пушити/Не пушити                    | Alain Resnais               |
| 1995   | Les roseaux sauvages / Wild Reeds                                | Дивља трска                         | André Téchiné               |
| 1996   | La Haine / Hate                                                  | Мржња                               | Mathieu Kassovitz           |
| 1997   | Ridicule                                                         | Смешно                              | Patrice Leconte             |
| 1998   | On connaît la chanson / Same Old Song                            | Иста стара песма                    | Alain Resnais               |
| 1999   | La vie rêvée des anges / The Dreamlife of Angels                 | Измишљени живот анђела              | Erick Zonca                 |
| 2000   | Venus beauté (Institut) / Venus Beauty Institute                 | Институт Лепота Венере              | Tonie Marshall              |
| 2001   | Le Goût des autres / The Taste of Others                         | Укус других                         | Agnès Jaoui                 |
| 2002   | Le fabuleux destin d'Amélie Poulain / Amélie                     | Чудесна судбина Амелије Пулен       | Jean-Pierre Jeunet          |
| 2003   | Le pianiste / The Pianist                                        | Пијаниста                           | Роман Полански              |
| 2004   | Les invasions barbares / The Barbarian Invasions                 | Инвазија варвара                    | Denys Arcand                |
| 2005   | L'Esquive /Games of Love and Chance                              | Игре љубави и шансе                 | Abdel Kechiche              |
| 2006   | De battre mon cœur s'est arrêté / The Beat That My Heart Skipped | Ритам којег је моје срце прескочило | Jacques Audiard             |
| 2007   | Lady Chatterley                                                  | Леди Четерли                        | Pascale Ferran              |
| 2008   | La Graine et le Mulet / The Secret of the Grain                  | Тајна жита                          | Abdel Kechiche              |
| 2009   | Séraphine                                                        | Серафин                             | Martin Provost              |
| 2010   | Un prophète / A Prophet                                          | Посланик                            | Jacques Audiard             |
| 2012   | The Artist                                                       | Уметник                             | Michel Hazanavicius         |
| 2013   | Amour / Love                                                     | Љубав                               | Михаел Ханеке               |
| 2014   | Les Garçons et Guillaume, à table! / Me, Myself and Mum          | Ја, ја и мама                       | Guillaume Gallienne         |
| 2015   | Timbuktu                                                         | Тимбукту                            | Abderrahmane Sissako        |
| 2016   | Fatima                                                           | Фатима                              | Philippe Faucon             |
| 2017   | Elle / She                                                       | Она                                 | Пол Верховен                |
| 2018   | 120 battements par minute / 120 BPM (Beats per Minute)           | 120 откуцаја у минути               | Robin Campillo              |
| 2019   | Jusqu'à la garde / Custody                                       | Старатељство                        | Xavier Legrand              |
| 2020   | Les Misérables                                                   | Јадници                             | Ladj Ly                     |
| 2021   | Adieu les cons / Bye Bye Morons                                  | Збогом идиоти                       | Albert Dupontel             |
| 2022   | Illusions perdues / Lost Illusions                               | Изгубљене илузије                   | Xavier Giannoli             |
| 2023   | La Nuit du 12 / The Night of the 12th                            | У ноћи 12. октобра                  | Dominik Moll                |
| 2024   | Anatomie d'une chute / Anatomy of a Fall                         | Анатомија пада                      | Justine Triet               |